# Мустакат нощник
Мустакатите нощници (Myotis mystacinus) са вид дребни бозайници от семейство Гладконоси прилепи (Vespertilionidae). Разпространени са в Северозападна Африка, Европа и умереният пояс на Азия до Сахалин и Япония. В България се срещат в цялата страна.
Мустакатият нощник е най-дребният нощник, срещащ се в Европа, с маса 5,0-7,5 g, дължина на тялото с главата 35-48 mm и размах на крилете 190-225 mm. Гърбът е светлокафяв и лъскав, а долната страна на тялото е по-светла, до белезникава, ушите и летателните мембрани са почти черни. Трагусът е сравнително къс, заема малко повече от половината дължина на ухото, което също е относително късо. Опашката е дълга, почти колкото тялото с главата. Мустакатият нощник силно наподобява на външен вид южния мустакат нощник (Myotis aurascens), който някои класификации приемат за негов подвид.
Мустакатият нощник обитава сгради, хралупи, пещери, пукнатини на скали, като се среща както в гористи, така и в открити местности. Живее поединично или в групи до 10-15 екземпляра. Обикновено женските раждат по едно малко, в редки случаи две. Ориентира се чрез ехолокация, като излъчва честотномодулирани звукови сигнали с честота 49-50 kHz.